# Amazonides isopleuroides
Amazonides isopleuroides là một loài bướm đêm trong họ Noctuidae.